# Pavel Vrba
Pavel Vrba (Přerov, 6 december 1963) is een Tsjechisch voetbalcoach en voormalig voetballer. In februari 2021 werd hij aangesteld als coach van Sparta Praag.

## Spelerscarrière
Vrba speelde in de jeugd van PS Přerov in zijn geboortestad en FC Baník Ostrava. Zijn profdebuut maakte hij echter bij TJ Železárny Prostějov in 1981. Na een seizoen vertrok hij naar TJ Rudá Hvězda Cheb (Rode Ster Cheb). Twee jaar later werd hij weer gecontracteerd door Baník Ostrava, waar hij in de jeugd al voor uitkwam. Na een seizoen verliet Vrba Baník en zette zijn carrière voort bij TJ Baník Havířov. Hier speelde hij acht seizoenen. Vrba sloot zijn carrière af bij FK PS Přerov.

## Trainerscarrière
Direct na zijn voetbalpension werd Vrba hoofdcoach bij PS Přerov. Na twee seizoenen vertrok hij naar zijn jeugdclub Baník Ostrava, waar hij de functie van assistent-trainer bekleedde achter hoofdcoach Erich Cviertna. Toen Cviertna echter ontslagen werd in 2003 promoveerde Vrba tot hoofdcoach. Zijn eerste wedstrijd verloor Baník echter afgetekend met 7–0, uit bij Slavia Praag. Nog hetzelfde jaar ging Vrba als bondscoach bij het Tsjechisch voetbalelftal onder 20 werken, echter stopte hij hier ook hetzelfde jaar nog mee. Tussen 2003 en 2004 keerde Vrba weer terug als assistent-trainer bij Baník Ostrava. In 2004 ging Vrba in Slowakije aan de slag, bij FK Púchov. Dit trok de aandacht van de Slowaakse bondscoach, die Vrba graag als assistent zou hebben. Hij bekleedde deze functie van 2006 tot 2007. In 2006 werd hij ook gecontracteerd door MŠK Žilina. Hij werd in zijn eerste seizoen met Žilina direct landskampioen van Slowakije. Het seizoen daarna werd hij tweede achter Artmedia Petržalka.
In 2008 werd Vrba hoofdcoach van FC Viktoria Pilsen. In 2010 won hij met Pilsen de eerste nationale beker in de clubhistorie. In het seizoen 2010/11 werd hij ook voor het eerst in de clubgeschiedenis landskampioen van Tsjechië met Pilsen. Pilsen werd onder leiding van Vrba nogmaals landskampioen in 2013. In oktober 2013 zat Vrba voor de 152ste achtereenvolgende keer op de bank in de hoogste Tsjechische voetbalcompetitie. Dit betekende een record. Zijn grootste trainerssucces kende Vrba met Pilsen, toen hij de groepsfase van de UEFA Champions League 2013/14 bereikte. Pilsen werd derde in een poule met FC Bayern München, Manchester City FC en FK CSKA Moskou. Vrba's laatste wedstrijd in dienst van Viktoria Pilsen was een 2–1 overwinning op laatstgenoemde in de Champions League. Dit was de eerste gewonnen wedstrijd van Viktoria Pilsen in de Champions League.
Op 18 november 2013 werd bekend dat Vrba bondscoach van Tsjechië werd. Hij had echter nog een contract bij Pilsen tot juni 2015. De Tsjechische voetbalbond kocht dit contract voor acht miljoen kroon af. Vrba debuteerde als bondscoach op 5 maart 2014 in een met 2–2 gelijkgespeelde wedstrijd tegen Noorwegen. Vrba kreeg als opdracht mee Tsjechië naar het EK 2016 in Frankrijk te loodsen. Hij begon sterk, met overwinningen op Nederland (2–1), Turkije (1–2), Kazachstan (2–4) en IJsland (2–1) en een gelijkspel tegen Letland (1–1). Tsjechië raakte de koppositie in de groep kwijt nadat het op 12 juni 2015 met 2–1 verloor in IJsland, maar won daarna drie van de laatste vier wedstrijden en werd zo alsnog winnaar van de kwalificatiepoule. Het EK duurde voor Tsjechië drie wedstrijden. Met nederlagen tegen Spanje (0–1) en Turkije (0–2) en een gelijkspel tegen Kroatië (2–2) werd het uitgeschakeld in de groepsfase. Na afloop van het toernooi trad Vrba terug als bondscoach om bij Anzji Machatsjkala aan de slag te gaan. Daar stapte hij eind december 2016 op. Tussen 2017 en 2019 was hij voor een tweede termijn coach van FC Viktoria Pilsen. In 2020 was hij kortstondig trainer van het Bulgaarse PFK Ludogorets, waarmee hij kampioen werd. In februari 2021 werd hij aangesteld als coach van Sparta Praag.
| Interlands Tsjechië onder leiding van Pavel Vrba | Interlands Tsjechië onder leiding van Pavel Vrba | Interlands Tsjechië onder leiding van Pavel Vrba | Interlands Tsjechië onder leiding van Pavel Vrba | Interlands Tsjechië onder leiding van Pavel Vrba | Interlands Tsjechië onder leiding van Pavel Vrba |
| №                                                | Datum                                            | Wedstrijd                                        | Uitslag                                          | Competitie                                       |                                                  |
| ------------------------------------------------ | ------------------------------------------------ | ------------------------------------------------ | ------------------------------------------------ | ------------------------------------------------ | ------------------------------------------------ |
| 1                                                | 5 maart 2014                                     | Tsjechië – Noorwegen                             | 2 – 2                                            | Vriendschappelijk                                |                                                  |
| 2                                                | 21 mei 2014                                      | Finland – Tsjechië                               | 2 – 2                                            | Vriendschappelijk                                |                                                  |
| 3                                                | 3 juni 2014                                      | Tsjechië – Oostenrijk                            | 1 – 2                                            | Vriendschappelijk                                |                                                  |
| 4                                                | 3 september 2014                                 | Tsjechië – Verenigde Staten                      | 0 – 1                                            | Vriendschappelijk                                |                                                  |
| 5                                                | 9 september 2014                                 | Tsjechië – Nederland                             | 2 – 1                                            | EK-kwalificatie                                  |                                                  |
| 6                                                | 10 oktober 2014                                  | Turkije – Tsjechië                               | 1 – 2                                            | EK-kwalificatie                                  |                                                  |
| 7                                                | 13 oktober 2014                                  | Kazachstan – Tsjechië                            | 2 – 4                                            | EK-kwalificatie                                  |                                                  |
| 8                                                | 16 november 2014                                 | Tsjechië – IJsland                               | 2 – 1                                            | EK-kwalificatie                                  |                                                  |
| 9                                                | 28 maart 2015                                    | Tsjechië – Letland                               | 1 – 1                                            | EK-kwalificatie                                  |                                                  |
| 10                                               | 31 maart 2015                                    | Slowakije – Tsjechië                             | 1 – 0                                            | Vriendschappelijk                                |                                                  |
| 11                                               | 12 juni 2015                                     | IJsland – Tsjechië                               | 2 – 1                                            | EK-kwalificatie                                  |                                                  |
| 12                                               | 3 september 2015                                 | Tsjechië – Kazachstan                            | 2 – 1                                            | EK-kwalificatie                                  |                                                  |
| 13                                               | 6 september 2015                                 | Letland – Tsjechië                               | 1 – 2                                            | EK-kwalificatie                                  |                                                  |
| 14                                               | 10 oktober 2015                                  | Tsjechië – Turkije                               | 0 – 2                                            | EK-kwalificatie                                  |                                                  |
| 15                                               | 13 oktober 2015                                  | Nederland – Tsjechië                             | 2 – 3                                            | EK-kwalificatie                                  |                                                  |
| 16                                               | 13 november 2015                                 | Tsjechië – Servië                                | 4 – 1                                            | Vriendschappelijk                                |                                                  |
| 17                                               | 17 november 2015                                 | Polen – Tsjechië                                 | 3 – 1                                            | Vriendschappelijk                                |                                                  |
| 18                                               | 24 maart 2016                                    | Tsjechië – Schotland                             | 0 – 1                                            | Vriendschappelijk                                |                                                  |
| 19                                               | 29 maart 2016                                    | Zweden – Tsjechië                                | 1 – 1                                            | Vriendschappelijk                                |                                                  |
| 20                                               | 27 mei 2016                                      | Tsjechië – Malta                                 | 6 – 0                                            | Vriendschappelijk                                |                                                  |
| 21                                               | 1 juni 2016                                      | Tsjechië – Rusland                               | 2 – 1                                            | Vriendschappelijk                                |                                                  |
| 22                                               | 5 juni 2016                                      | Tsjechië – Zuid-Korea                            | 1 – 2                                            | Vriendschappelijk                                |                                                  |
| 23                                               | 13 juni 2016                                     | Spanje – Tsjechië                                | 1 – 0                                            | EK-eindronde                                     |                                                  |
| 24                                               | 17 juni 2016                                     | Tsjechië – Kroatië                               | 2 – 2                                            | EK-eindronde                                     |                                                  |
| 25                                               | 21 juni 2016                                     | Tsjechië – Turkije                               | 0 – 2                                            | EK-eindronde                                     |                                                  |

## Erelijst

### Als manager
Met  MŠK Žilina
- Beker van Slowakije

2006/07
- Supercup van Slowakije

2007
Met  Viktoria Pilsen
- Landskampioen van Tsjechië

2010/11, 2012/13
- Beker van Tsjechië

2009/10
- Supercup van Tsjechië

2011
Met  PFK Ludogorets
- Landskampioen van Bulgarije

2019/20
Individueel
- Tsjechisch coach van het jaar

2010, 2011, 2012, 2013, 2014, 2015, 2017, 2018